# Tjertsen
Tjertsen (vitryska: Чэрцень, ryska: Cherten’) är ett vattendrag i Belarus.   Det ligger i voblasten Homels voblast, i den södra delen av landet, 270 km söder om huvudstaden Minsk.
Omgivningarna runt Tjertsen är en mosaik av jordbruksmark och naturlig växtlighet. Runt Tjertsen är det glesbefolkat, med 13 invånare per kvadratkilometer.